# Championnats d'Amérique centrale et des Caraïbes d'athlétisme 1975

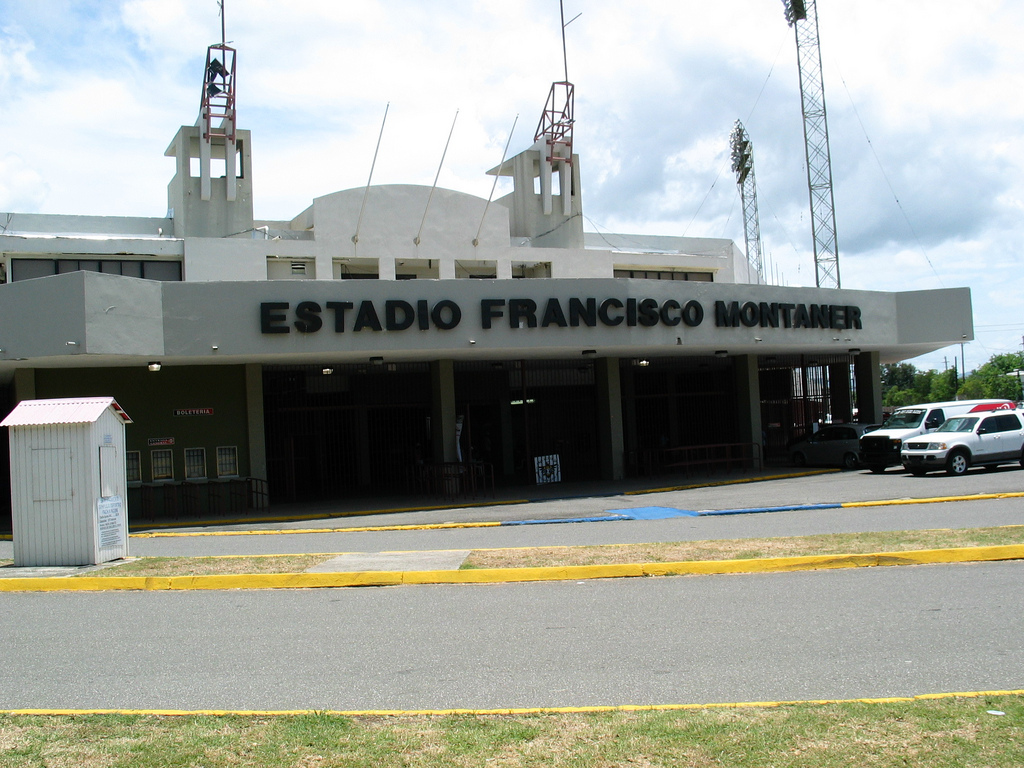
Entrée principale du stade Fransisco Montaner (aussi surnommé Parque Paquito Montaner), où s'est tenu la 5ᵉ édition des Championnats d'Amérique centrale et des Caraïbes d'athlétisme.

Les 5es Championnats d'Amérique centrale et des Caraïbes d'athlétisme ont eu lieu à Ponce, dans l'état de Porto Rico en 1975.

## Résultats

### Hommes
| Épreuve | Or                                       | Or              | Argent                     | Argent          | Bronze                                    | Bronze          |
| --- | ---------------------------------------- | --------------- | -------------------------- | --------------- | ----------------------------------------- | --------------- |
| 100 m | Charles Joseph Trinité-et-Tobago         | 10 s 7          | Pablo Franco Porto Rico    | 10 s 7          | Félix Mata Venezuela                      | 10 s 7          |
| 200 m | Don Quarrie Jamaïque                     | 21 s 5          | Pablo Franco Porto Rico    | 21 s 8          | Raymond Heerenveen Antilles néerlandaises |                 |
| 400 m | Mike Sands Bahamas                       | 46 s 6          | Félix Mangual Porto Rico   | 47 s 6          | Alfred Daley Jamaïque                     | 47 s 7          |
| 800 m | Byron Dyce Jamaïque                      | 1 min 58 s 1    | José Velásquez Venezuela   | 1 min 59 s 3    | Garth Manwarring Trinité-et-Tobago        | 1 min 59 s 3    |
| 1 500 m | Carlos Martínez Mexique                  | 3 min 45 s 9 CR | Antonio Colón Porto Rico   | 3 min 48 s 4    | Byron Dyce Jamaïque                       | 3 min 49 s 4    |
| 5 000 m | Luis Hernández Mexique                   | 15 min 04 s 7   | Lucirio Garrido Venezuela  | 15 min 04 s 8   | Carlos Martínez Mexique                   | 15 min 19 s 0   |
| 10 000 m | Rodolfo Gómez Mexique                    | 30 min 05 s 9   | Rigoberto Mendoza Cuba     | 30 min 07 s 1   | Rafael Palomares Mexique                  | 30 min 18 s 3   |
| Semi-marathon | Carlos Hernández Mexique                 | 1 h 07 min 52 s | Rigoberto Mendoza Cuba     | 1 h 08 min 03 s | Andrés Romero Mexique                     | 1 h 08 min 41 s |
| 3000 m steeple | Demetrio Cabanillos Mexique              | 9 min 28 s 4    | Octavio Guadarrama Mexique | 9 min 33 s 2    | Carlos Báez Porto Rico                    | 9 min 35 s 0    |
| 400 m haies | Iván Mangual Porto Rico                  | 50 s 9 CR       | José Santiago Porto Rico   | 51 s 8          | Enrique Aguirre Mexique                   | 52 s 5          |
| Saut en hauteur | Cristóbal de León République dominicaine | 2,05 m          | Clark Godwin Bermudes      | 2,05 m          | Rudy Levarity Bahamas                     | 2,01 m          |
| Saut à la perche | Augusto Perdomo Cuba                     | 4,70 m          | Juan Laza Cuba             | 4,55 m          | Elberto Pratt Mexique                     | 4,40 m          |
| Saut en longueur | George Swanston Trinité-et-Tobago        | 7,48 m          | Henry Jackson Jamaïque     | 7,24 m          | Dennis Trott Bermudes                     | 7,20 m          |
| Triple saut | Juan Velázquez Cuba                      | 16,11 m CR      | Juvenal Pérez Cuba         | 15,66 m         | Michael Sharpe Bermudes                   | 15,62 m         |
| Lancer du poids | Pedro Serrano Porto Rico                 | 15,68 m         | Jesús Ramos Venezuela      | 15,55 m         | José Santa Cruz Cuba                      | 14,82 m         |
| Lancer du disque | Javier Moreno Cuba                       | 53,24 m         | José Santa Cruz Cuba       | 52,48 m         | Pedro Serrano Porto Rico                  | 47,24 m         |
| Lancer du marteau | Víctor Suárez Cuba                       | 62,36 m         | William Silén Porto Rico   | 58,20 m         | Marcos Borregales Venezuela               | 56,36 m         |
| Lancer du javelot | Reinaldo Patterson Cuba                  | 69,84 m         | Antonio González Cuba      | 68,46 m         | Salomón Robins Mexique                    | 68,24 m         |
| 20 km route | Enrique Vera Mexique                     | 1 h 48 min 34   | Domingo Colín Mexique      | 1 h 54 min 30   | Rigoberto Medina Cuba                     | 1 h 57 min 00   |
| 4 × 100 m | Jamaïque                                 | 40 s 6          | Trinité-et-Tobago          | 40 s 7          | Venezuela                                 | 41 s 3          |
| Records et Performances - AR : Record continental (area record) - CR : Record des championnats (championship record) - MR : Record du meeting (meet record) - NR : Record national (national record) - OR : Record olympique (olympic record) - PR : Record paralympique (paralympic record) - PB : Record personnel (personal best) - SB : Meilleure performance personnelle de la saison (season's best) - WL : Meilleure performance mondiale de l'année (world leader) - WJR : Record du monde junior (world junior record) - WR : Record du monde (world record) Circonstances et Conditions - DNF : N'a pas terminé (did not finish) - DNS : N'a pas pris le départ (did not start) - DQ : Disqualification (disqualification) - NM : Aucun essai valable enregistré (No Mark) - Q : Qualifié « directement » au prochain tour (ou à la prochaine compétition), lors d'une compétition majeure, grâce au classement ou à la réalisation des minima (automatic qualifier) - q : Qualifié au prochain tour (ou à la prochaine compétition), lors d'une compétition majeure, grâce au repêchage ou à la réalisation de l'une des meilleures performances parmi celles des « non qualifiés directement » (grâce au meilleur temps ou à la meilleure distance par exemple) (secondary qualifier) |                                          |                 |                            |                 |                                           |                 |

### Femmes
| Épreuve | Or                         | Or           | Argent                    | Argent       | Bronze                     | Bronze       |
| --- | -------------------------- | ------------ | ------------------------- | ------------ | -------------------------- | ------------ |
| 100 m | Debbie Jones Bermudes      | 11 s 9       | Eia Cabreja Cuba          | 12 s 1       | Lelieth Hodges Jamaïque    | 12 s 1       |
| 200 m | Lorna Forde Barbade        | 24 s 3       | Jackie Pusey Jamaïque     | 24 s 4       | Rosie Allwood Jamaïque     | 24 s 6       |
| 400 m | Helen Blake Jamaïque       | 54 s 8       | Lorna Forde Barbade       | 55 s 1       | Ruth Williams Jamaïque     | 55 s 7       |
| 800 m | Helen Blake Jamaïque       | 2 min 17 s 5 | Charlotte Bradley Mexique | 2 min 18 s 1 | Mercedes Álvarez Cuba      | 2 min 19 s 0 |
| 1 500 m | Charlotte Bradley Mexique  | 4 min 34 s 1 | Mercedes Álvarez Cuba     | 4 min 44 s 7 | Evasol Vallejo Mexique     | 4 min 46 s 5 |
| 200 m haies | Marcela Chivás Cuba        | 28 s 2       | Mercedes Román Mexique    | 30 s 0       | Linda Woodside Bahamas     | 30 s 3       |
| Saut en hauteur | Andrea Bruce Jamaïque      | 1,83 m CR    | Lucía Duquet Cuba         | 1,65 m       | María Scrubb Cuba          | 1,65 m       |
| Saut en longueur | Andrea Bruce Jamaïque      | 6,10 m CR    | Dora Thompson Cuba        | 5,88 m       | Shonel Ferguson Bahamas    | 5,69 m       |
| Lancer du poids | Caridad Romero Cuba        | 14,74 m CR   | Rosa Fernández Cuba       | 14,33 m      | Orlanda Lynch Suriname     | 12,91 m      |
| Lancer du disque | Caridad Romero Cuba        | 45,56 m      | Salvadora Vargas Cuba     | 44,00 m      | Patricia Andrus Venezuela  | 39,38 m      |
| Lancer du javelot | Ana María González Cuba    | 45,90 m      | Clementina Díaz Cuba      | 42,78 m      | Diana Rodríguez Porto Rico | 41,84 m      |
| Pentathlon | María Ángeles Cato Mexique | 3796 pts     | Maritza García Cuba       | 3628 pts     | Mercedes Román Mexique     | 3619 pts     |
| 4 × 100 m | Jamaïque                   | 45 s 7       | Bermudes                  | 47 s 4       | Trinité-et-Tobago          | 47 s 4       |
| Records et Performances - AR : Record continental (area record) - CR : Record des championnats (championship record) - MR : Record du meeting (meet record) - NR : Record national (national record) - OR : Record olympique (olympic record) - PR : Record paralympique (paralympic record) - PB : Record personnel (personal best) - SB : Meilleure performance personnelle de la saison (season's best) - WL : Meilleure performance mondiale de l'année (world leader) - WJR : Record du monde junior (world junior record) - WR : Record du monde (world record) Circonstances et Conditions - DNF : N'a pas terminé (did not finish) - DNS : N'a pas pris le départ (did not start) - DQ : Disqualification (disqualification) - NM : Aucun essai valable enregistré (No Mark) - Q : Qualifié « directement » au prochain tour (ou à la prochaine compétition), lors d'une compétition majeure, grâce au classement ou à la réalisation des minima (automatic qualifier) - q : Qualifié au prochain tour (ou à la prochaine compétition), lors d'une compétition majeure, grâce au repêchage ou à la réalisation de l'une des meilleures performances parmi celles des « non qualifiés directement » (grâce au meilleur temps ou à la meilleure distance par exemple) (secondary qualifier) |                            |              |                           |              |                            |              |

## Tableau des médailles
| Rang | Nation                 | Or | Argent | Bronze | Total |
| ---- | ---------------------- | -- | ------ | ------ | ----- |
| 1    | Cuba                   | 9  | 14     | 4      | 27    |
| 2    | Mexique                | 8  | 4      | 8      | 20    |
| 3    | Jamaïque               | 8  | 2      | 5      | 15    |
| 4    | Porto Rico             | 2  | 6      | 3      | 11    |
| 5    | Trinité-et-Tobago      | 2  | 1      | 2      | 5     |
| 6    | Bermudes               | 1  | 2      | 2      | 5     |
| 7    | Barbade                | 1  | 1      | 0      | 2     |
| 8    | Bahamas                | 1  | 0      | 3      | 4     |
| 9    | République dominicaine | 1  | 0      | 0      | 1     |
| 10   | Venezuela              | 0  | 3      | 4      | 7     |
| 11   | Suriname               | 0  | 0      | 1      | 1     |
| 11   | Antilles néerlandaises | 0  | 0      | 1      | 1     |